# 김영갑
김영갑(1957년 - 2005년 5월 29일)은 대한민국의 사진 작가이다.
충청남도 부여에서 태어나서, 서울 한양공업고등학교를 졸업했다. 제주의 평안한 수평 구도에 매혹되어 1985년 섬에 들어왔다가, 이후 가난과 고독속에서도 제주도의 들과 구름,산과 바다,나무과 억새 등의 자연풍경을 소재로 한 수많은 사진 작품을 남겼다. 근위축성 측색 경화증 (루 게릭 병)에 걸려 6년간 투병하는 동안에도 제주도에서 작품활동을 계속하였고 "영혼과 열정을 다 바쳤다" 한다. 제주특별자치도 서귀포시 성산읍에 자신의 전시장인 김영갑갤러리 두모악을 직접 꾸며 운영하다가 2005년 5월 29일 숨졌다. 유골은 갤러리 앞마당 감나무 아래에 뿌려졌으며 유언은 남기지 않았다.